# 搜寻来自近地外智慧生命群落的无线电波计划

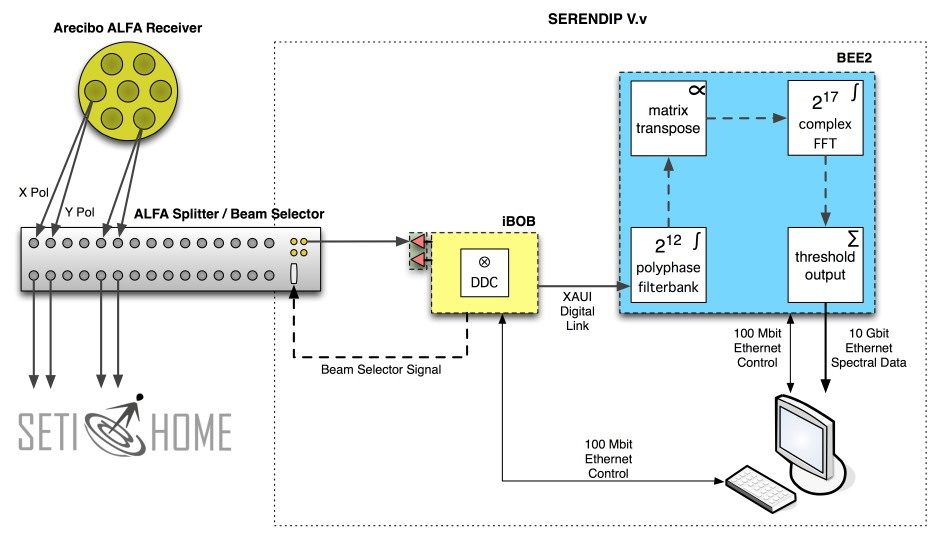
SERENDIP工作方式

搜寻来自近地外智慧生命群落的无线电波计划（Search for Extraterrestrial Radio Emissions from Nearby Developed Intelligent Populations，縮寫SERENDIP） 是一个搜索地外生命（SETI）项目，由加州大学伯克利分校举办。
SERENDIP与目前正在进行的“主流” 射电望远镜观测的成“搭载 ”或“共生”的关系，利用这些数据作为原始数据。 

## 背景
最初的SERENDIP仪器是一个100通道的的模拟无线电光谱仪，带宽100kHz。随后的手段已显著使其更强大的渠道增加一倍，大约每一年就可以使频宽翻倍。这些工具已经部署了大量的望远镜，包括绿色银行和的阿雷西博305米的望远镜以及NRAO90米望远镜。
SERENDIP在400 MHz和5 GHz的频率之间的频率进行观测，在所谓宇宙水孔（1.42千兆赫（21厘米）的氢光谱和1.66GHz的羟基光谱之间）附近观测。SERENDIP项目，目前正在与康乃尔大学合作着，由Dan Werthimer指导。

## 课题
最近部署的SERENDIP光谱仪，SERENDIPVV，2009年6月安装在阿雷西博天文台。数字后端仪器是一种基于FPGA的128万信道、覆盖200MHz带宽的数字谱仪。数据定期从阿雷西博L-波段馈源阵（ALFA）获取。 